# Paradexiospira violacea
Paradexiospira violacea är en ringmaskart som först beskrevs av Levinsen 1883.  Paradexiospira violacea ingår i släktet Paradexiospira och familjen Serpulidae. Arten är reproducerande i Sverige. Inga underarter finns listade i Catalogue of Life.